# Аналітичне продовження
Задача аналітичного продовження функції, визначеної на деякій множині, полягає в такому розповсюдженні визначення цієї функції на якомога ширшу область, при якому вона була б аналітичною і в новій області. Найпростішим прикладом аналітичного продовження може служити перехід від функцій дійсної змінної (тобто функцій, визначених тільки на дійсній осі) до функцій комплексної змінної, аналітичних у всій площині, які збігатимуться з відповідними функціями дійсної змінної.